# Van Diemen Gulf
Van Diemen Gulf är en bukt i Australien. Den ligger i territoriet Northern Territory, omkring 140 kilometer nordost om territoriets huvudstad Darwin. Arean är 14,0 kvadratkilometer.